# Nellekensberg
De Nellekensberg is een helling nabij de vroegere finish van de Ronde van Vlaanderen in Meerbeke. Aan de voet ligt het gehucht Ternat. De straatnaam van de helling is 'Nellekensstraat' en 'Nellekensberg' is de naam van een zijweggetje dat de Nellekensstraat met Natteschoot verbindt. In de bermen van de Nellekensstraat vind je als voorjaarsflora boshyacint en bosanemoon, wat er op wijst dat het hier vroeger bebost was. Er zijn ten andere ideeën om een bosverbindingsgebied tussen Neigembos en Berchembos aan te leggen. De Nellekensstraat zou dan gedeeltelijk door dat nieuwe bos lopen.
Etymologie: "nelleken" zou wijzen op een uithoek van een gemeente, in dit geval dus Meerbeke.

## Wielrennen
De 'Nellekensberg' is in 1981 - eenmalig (omwille van wegwerkzaamheden) - opgenomen in de Ronde van Vlaanderen in de plaatselijke omloop na de Muur-Kapelmuur en de Bosberg.
De plaatselijke omloop is in 1984 voor het laatst verreden, daarna werd ze afgeschaft.